# Європейська вулиця (Харків)
Європейська вулиця — вулиця у Харкові, у Шевченківському районі, в історичній місцевості Шатилівка. Починається від Клочківської вулиці, перетинає проспект Науки і закінчується перехрестям з Динамівською вулицею. Раніше називалась Новгородською, в 2024 в ході деколонізації була перейменована на Європейську.

## Розташування
Вулиця починається перехрестям з Клочківською вулицею, де прямим продовженням Європейської вулиці є вулиця Семена Кузнеця. Вулиця йде на схід, перетинає проспект Науки, а далі ряд менших вулиць у приватному секторі — Професора Отомановського, Шатилівську, Юрія Шевельова, Авіаційну, Ірининську, Берестову, Фортечну, Кленову, Липову. Закінчується злиттям з Динамівською вулицею біля Центрального парку.
Вулиця асфальтована, рух двосторонній. Вулицею йде значний транспортний потік між Шатилівкою й Сумською вулицею.
Початок вулиці забудований багатоповерховими домами, кінець вулиці — переважно приватними будинками.

## Історія
Вулицю згадано в списку вулиць 1930 року. Вона носила назву Новгородська на честь старовинного російського міста Новгорода.
Під час Російсько-української війни виникло питання про деколонізацію назви вулиці, названої на честь російського міста. Активісти проводили агітацію за перейменування вулиці на честь Яни Червоної (також відомої під псевдонімом «Відьма») — української кулеметниці, загиблої в 2019 році на Луганщині. Однак 26 квітня 2024 міська влада перейменувала вулицю на Європейську.